# Яковлев, Кирилл Аристархович
Кирилл Аристархович Яковлев (род. между 1628 и 1632, ум. 1687) — русский государственный деятель XVII века, воевода, думный дворянин (1685). Участник освоения Сибири.
Представитель дворянского рода Яковлевых — потомков Облагини. Младший сын мещовского воеводы Аристарха Андреевича Яковлева (ум. 1634) от его четвёртой жены Настасьи Ивановны Нестеровой.
Стряпчий (1649), стряпчий приказа Тайных дел (1660), стольник (1661).
Воевода: Енисейский в 1666—1673, Смоленский в 1675—1677, Тобольский в 1681—1684. В Енисейске и Тобольске занимался укреплением границ государства для защиты от вторжения кочевников из Казахстана и Монголии. В Енисейском остроге в 1668—1669 гг. набрал в казачью службу 134 человека, построил засечную черту длиной 5377 саженей. Основал несколько укрепленных населенных пунктов.
В 1677—1681 на приказной службе в Москве: сперва в Устюжской четверти, потом в Хлебном приказе и, наконец, в Сибирском приказе. В 1681—1683 второй (в товарищах у боярина кн. А. А. Голицына) воевода Тобольска.
Думный дворянин (1685).
Вместе с братом Романом пожертвовал средства на строительство каменного храма Дорогошанского Троицкого монастыря (освящен в 1670 г.). Один из крупных вкладчиков Вееденской Оптиной пустыни.
Кирилл Аристархович Яковлев был владельцем выслуженных вотчин в Мещовском, Арзамасском, Венёвском, Чернском уездах. Поскольку детей у него не было, часть этих земель после его смерти достались в «пожить» его вдове Евдокии (Авдотье) Ивановне (по всей вероятности — второй жене). После её вторичного выхода замуж (за стольника Григория Тимофеевича Клокачова) вотчины Кирилла Яковлева перешли племянникам — сыновьям Романа Аристарховича.
Также Кирилл Яковлев оставил после своей смерти жемчуга на 1300 рублей, завещав разделить его между племянниками и вдовой в соотношении 3:1. Из-за этого наследства разгорелась тяжба, длившаяся много лет.